# Wilhelm Busch
Wilhelm Busch (Wiedensahl, 1832. április 15. – Mechtshausen, 1908. január 9.) német költő, elbeszélő, karikaturista.

## Életrajz
A Busch család hét gyermeke közül elsőként látta meg a napvilágot. Szerény körülmények között éltek, így 1841-ben szülei úgy döntöttek, hogy fiuk nevelését a nagybátyjára, Georg Kleinére bízzák, aki pap volt Ebergötzenben. Csak három évvel később látta viszont szüleit. A nagybátyja tanította, amiből barátja, Erich Bachmann is részesült. A két ifjú barátsága egy életre szólt, a Bachmann család malma előjön a művész egyik történetében, a Max und Moritz-ban. A mű 1865-ben, a Münchener Bilderbogen című folyóiratban jelent meg, és valószínűleg a történet maga is a két gyermek életéből származik. 1846-ban a Kleine család Busch-sal együtt Lüthorstba költözött. Ugyanebben az évben, vagyis 15 évesen az édesapja kívánságára Hannoverben a gépészmérnöki karra iratkozott be, de tanulmányait 1851-ben abbahagyta. Mivel érdeklődése a festészet felé irányult, a düsseldorfi, az antwerpeni, majd a müncheni művészeti akadémiára tanult tovább.
1854-ben belépett egy művészeti egyesületbe, a Jung München-be. Később játszott a gondolattal, hogy Brazíliában, méhtenyésztőként kezd új életet, ezt a mesterséget is nagybátyjától tanulta. 1858 körül sokat foglalkozott anatómiával, rajzolással, festéssel. 1865-ben, diákként adta el a „Max und Moritz” jogait a kiadójának, Kaspar Braunnak, aki ezzel hatalmas vagyonhoz jutott. A szerző ezért idős korában egy szimbolikusnak nevezhető összeghez jutott, amit jótékony célokra fordított. 
1864-ben fejezte be a Der Heilige Antonius von Padua (Páduai szent Antal) c. művét, amit vallásellenessége okán betiltottak, és csak hat évvel később jelenhetett meg. 1868-ban Frankfurt am Mainba költözött testvéréhez, Ottóhoz. Itt ismerte meg Johanna Keßlert, aki a barátnője lett. 1872-ben visszaköltözött Wiedensahlba, ahonnan többször utazott külföldre, így Olaszországba és Hollandiába is. 1884-ig megjelentek leghíresebb művei, például a „Fipps der Affe” és a „Die fromme Helene”. 
1898-ban az unokaöccséhez költözött Mechtshausenbe (kis falu Alsó-Szászország déli részén), itt is hunyt el 1908-ban. Halála előtt arról rendelkezett, hogy teljes személyes levelezését meg kell semmisíteni. 

## Max und Moritz
Az egyik leghíresebb és sok nyelven újra és újra kiadott sorozata, a „Max und Moritz” (Max és Móric), egy verses, rajzos történetfüzér, két szörnyű gyerekről, akik folyamatosan rafinált galádságokat követnek el. Ez a műve – ami roppant népszerűvé vált – lényegében a világ egyik első képregénye. A mű lényege a vidéki kispolgár kigúnyolása. A látszólag vidám történetekben lényegében még a szadomazochizmus is megjelenik. Tökéletes félreértésként a mű a gyerekirodalom részévé vált. Busch Schopenhauer hatása alatt lényegében mélyen pesszimista szatirikus volt. 

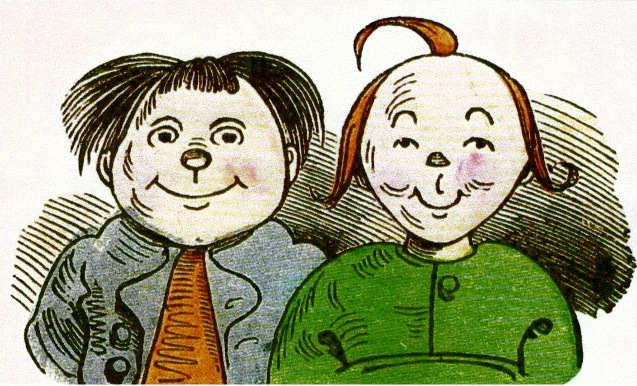
Max és Móric

## Emlékezete
Hannoverben a Wilhelm Busch Múzeumban állandó kiállítást rendeztek műveiből.

## Magyarul
- Ugri Matyi, a vészmadár / A fuvópuska / A fürdő; Busch Vilmos után írta Cziklay Lajos; Lampel, Bp., 1891
- Marci és Miska. Két lurkó furfangjai; ford. Cziklay Lajos; fordítói, Bp., 1895
- Ugri Matyi, a bajszerző holló / A szélpuska / A szombatesti fürdés. Kaczagtató történetek versekben és képekben; ford. Rudnyánszky Gyula; Rozsnyai, Bp., 1899
- Kaczagtató kalandok. Mulatságos apró történetek versekben és képekben; ford. Rudnyánszky Gyula; Rozsnyai, Bp., 1909
- Tarka-barka tréfák. Mulatságos apró történetek versekben és képekben; ford. Rudnyánszky Gyula; Rozsnyai, Bp., 1909
- Képes bohóságok. Jeges Péter / Macska és egér / Pipás Pista / Jancsi és Juliska; ford. Rudnyánszky Gyula; Rozsnyai, Bp., 1909
- Tréfás terefere. Mulatságos apró történetek gyűjteménye képekben; ford. Rudnyánszky Gyula; Rozsnyai, Bp., 191?
- Marczi és Miska. Két tacskó furfangjai hét csínyben; ford. Rudnyánszky Gyula; Rozsnyai, Bp., 1912
- A sárkányok / A róka. Kaczagtató mókák; ford. Rudnyánszky Gyula; Rozsnyai, Bp., 1918
- Busch album; ford. Rudnyánszky Gyula; Világirodalom–Rozsnyai, Bp., 1922
- Páduai Szent Antal; ford. Kende István; Magyar Helikon, Bp., 1958
- Vidám képek; ford. Majtényi Erik; Ifjúsági Kiadó, Bukarest, 1961
- Pliss és Plum / Max és Móric; ford. Majtényi Erik; Creanga, Bukarest, 1971
- Max und Moritz. Eine Bubengeschichte in sieben Streichen / Max és Móric. Gézengúz történet hét csínyben; ford. Gyimóthy Gábor; Interculture, Bp., 1995
- Max és Móric; ford. Gyimóthy Gábor; Aranyhal, Bp., 2000
- A róka / A sárkányok / A forró fürdő; ford. Rudnyánszky Gyula; Eri, Bp., 2004
- Marci és Miska. Két tacskó furfangjai hét csínyben, kilencvenhét torzképpel; ford. Rudnyánszky Gyula; Eri, Bp., 2004
- A szélpuska. Három csínysorozat versben-rajzban / Ugri Matyi, a bajszerző holló / A szombat esti fürdés; ford. Rudnyánszky Gyula; Eri, Bp., 2005
- Marci és Miska. Két lurkó furfangjai hét énekben, 96 torzrajzzal; ford. Cziklay Lajos; magánkiadás, Bp., 2024